# Daddy DJ (chanson)
Singles de Daddy DJ
The Girl in Red
(2001)
Pistes de Let Your Body Talk
Where Are You?
(2)
Daddy DJ est une chanson du groupe dance Daddy DJ en novembre 1999 en France sous le label Sony Music Entertainment. Le single est extrait de leur premier album studio Let Your Body Talk (2001). Sortie en juin 2000 dans les autres pays européens, le single a rencontré un grand succès arrivant numéro un en Belgique (Wallonie), en Norvège et en Suède, numéro 2 en France et le top 10 en Finlande, au Danemark, en Allemagne et aux Pays-Bas. Avec un million d'exemplaires vendus en France, Daddy DJ est le 94e single le plus vendu de tous les temps.
La mélodie de la chanson a été reprise par plusieurs artistes : le DJ australien DJ S3RL pour Pretty Rave Girl, le DJ suédois Basshunter avec Vi sitter i Ventrilo och spelar DotA en 2006 et All I Ever Wanted en 2008. La grenouille fictive Crazy Frog la reprend et la sort en single en 2009. Sa version s'érige à la 4e place des meilleures ventes de singles en France et atteint la 14e place des ventes de singles européens.
En 2013, le DJ allemand Max K sample la chanson sur son single Take It To The Limit. 

## Liste des pistes
CD single
1. Daddy DJ (Chico and Tonio radio edit) — 3:36
2. Daddy DJ (original extended mix) — 5:46

CD maxi
1. Daddy DJ (Chico and Tonio radio edit) — 3:38
2. Daddy DJ (original radio edit) — 3:44
3. Daddy DJ (G-box 2 steps lullaby mix) — 3:41

## Classements et ventes
| Classement (2000-2001)                  | Meilleure position |
| --------------------------------------- | ------------------ |
| Autriche (Ö3 Austria Top 40)            | 8                  |
| Belgique (Flandre Ultratop 50 Singles)  | 8                  |
| Belgique (Wallonie Ultratop 50 Singles) | 1                  |
| Danemark (Tracklisten)                  | 2                  |
| Pays-Bas (Nederlandse Top 40)           | 7                  |
| Finlande (Suomen virallinen lista)      | 3                  |
| France (SNEP)                           | 2                  |
| Allemagne (Media Control Charts)        | 7                  |
| Norvège (VG-lista)                      | 1                  |
| Roumanie (Romanian Top 100)             | 11                 |
| Suède (Sverigetopplistan)               | 1                  |
| Suisse (Schweizer Hitparade)            | 22                 |

| Classement (2001)                     | Position |
| ------------------------------------- | -------- |
| Autriche Classement single            | 56       |
| Belgique (Flandre) Classement single  | 48       |
| Belgique (Wallonie) Classement single | 1        |
| Pays-Bas Top 40                       | 66       |
| France Classement single              | 4        |
| Suède Classement single               | 1        |

| Pays    | Certification | Date        | Ventes certifiés |
| ------- | ------------- | ----------- | ---------------- |
| France  | Diamant       | 16 mai 2001 | 750,000          |
| Norvège | Platine       | 2001        | 10,000           |
| Suède   | Or            | 30 mai 2001 | 10,000           |

## Version de Crazy Frog
Singles de Crazy Frog
Crazy Frog in the House
(2007) Cha Cha Slide
(2009)
Pistes de Everybody Dance Now
Everyone
(3) Friends
(5)
En 2009, Crazy Frog reprend Daddy DJ et sort le 13 juillet 2009 sous le label de musique électronique britannique Ministry of Sound. Le single est extrait de l'album Everybody Dance Now (2009). Ce single atteint la 4e place en France.

### Classement par pays
Le single entre à la 4e place du Top 50 et reste 15 semaines dans le classement. La chanson entre à la 14e dans le classement européen European Hot 100 Singles et perd 18 place la semaine suivante et se retrouve 32e.
| Classement (2009)                 | Meilleure position |
| --------------------------------- | ------------------ |
| Europe (European Hot 100 Singles) | 14                 |
| France (SNEP)                     | 4                  |